# Huaxiachoerus
Huaxiachoerus — вимерлий рід свиновидих. Скам'янілості представляють еоцен Китаю (2 колекції). Види: Huaxiachoerus guangxiensis.